# Situațiunea Europei
Situațiunea Europei este o operă literară scrisă de Ion Luca Caragiale. 